# Rabia Sultan
Rabia Sultan (turco ottomano: رابعہ سلطان, lett. "primavera"; 1674 circa – Costantinopoli, 14 gennaio 1712) è stata la favorita del sultano Ahmed II e l'ultima Haseki Sultan dell'Impero ottomano.

## Biografia
Il suo nome originale, le sue origini e la sua data di nascita sono sconosciute. Nell'harem le fu dato il nome di Rabia, che significa "primavera". Visse a Edirne durante il regno di Ahmed II, dove la corte si era spostata da Costantinopoli durante il regno di Mehmed IV.
Divenne la favorita di Ahmed II poco dopo la sua salita al trono nel 1691 e, poiché la madre del sultano, Hatice Muazzez Sultan, era morta nel 1687, assunse lo status di primo membro femminile della famiglia, col rango di "Prima consorte" (indicato come BaşKadin).
La sua posizione si rafforzò quando, il 6 ottobre 1692, mise al mondo due gemelli, Şehzade Ibrahim e Şehzade Selim.
Come doni per la loro nascita, ricevette un palazzo situato a Kuzguncuk, precedentemente appartenuto a Ibrahim di Buda, oltre a delle spille di diamanti a rosetta per la sua pelliccia di zibellino e a un diadema sempre di diamanti provenienti dal tesoro imperiale, più precisamente dalle ricchezze sequestrate a Kara Mustafa Pascià. Inoltre, l'11 novembre, Ahmed II le conferì il titolo di Haseki Sultan. Rabia fu l'ultima donna nella storia dell'Impero ottomano a portare questo titolo, che venne poi sostituito da quello, meno prestigioso e non esclusivo, di Kadin.
Purtroppo, Şehzade Selim morì il 15 maggio 1693.
Nel 1694, Rabia prese parte al matrimonio di Ümmügülsüm Sultan, figlia del fratellastro maggiore di Ahmed, Mehmed IV, e sua nipote prediletta, che trattava come fosse sua, con Silahdar Çerkes Osman Pasha.
Il 23 ottobre 1694 diede alla luce la sua terzogenita e unica figlia, Asiye Sultan.
Per la sua nascita, Ahmed II le assegnò le rendite delle terre di Aleppo.
Si ritiene che Rabia fosse molto ricca, come dimostra un documento d'archivio del Palazzo di Topkapı datato 28 novembre 1694, dove si registra che Gevherhan Sultan, figlia di Ibrahim I, e quindi sorella o sorellastra di Ahmed, avesse forti debiti, e che la maggior parte fossero proprio nei confronti Rabia Sultan. In un documento del 1º dicembre 1694, si registra che parte di quei debiti furono coperti dal trasferimento di alcune delle proprietà e delle rendite di Gevherhan Sultan ad Asiye Sultan, la figlia neonata di Ahmed e Rabia.
Con la morte di Ahmed il 6 febbraio del 1695 Rabia perse il suo status e dovette ritirarsi nel Palazzo Vecchio di Costantinopoli con la figlia, che però morì il 9 dicembre dello stesso anno. Il figlio Ibrahim fu invece affidato alle cure della nuova Valide Sultan Gülnuş Sultan, precedente Haseki di Mehmed IV e madre di Mustafa II e Ahmed III (rispettivamente 22º e 23º sultano dell'Impero ottomano), e, successivamente, in quanto possibile erede, rinchiuso in isolamento nel Palazzo di Topkapı di Costantinopoli, nel kafes, dove morì nel 1714, a ventun'anni

## Morte
Rabia Sultan morì a Palazzo Vecchio il 14 gennaio 1712, e fu sepolta accanto ad Ahmed II nel Mausoleo di Solimano il Magnifico, nella Süleymaniye, nell'attuale Istanbul.
Suo figlio Ibrahim, che nel 1703 era diventato primo in linea di successione, le sopravvisse di soli due anni. 

## Discendenza

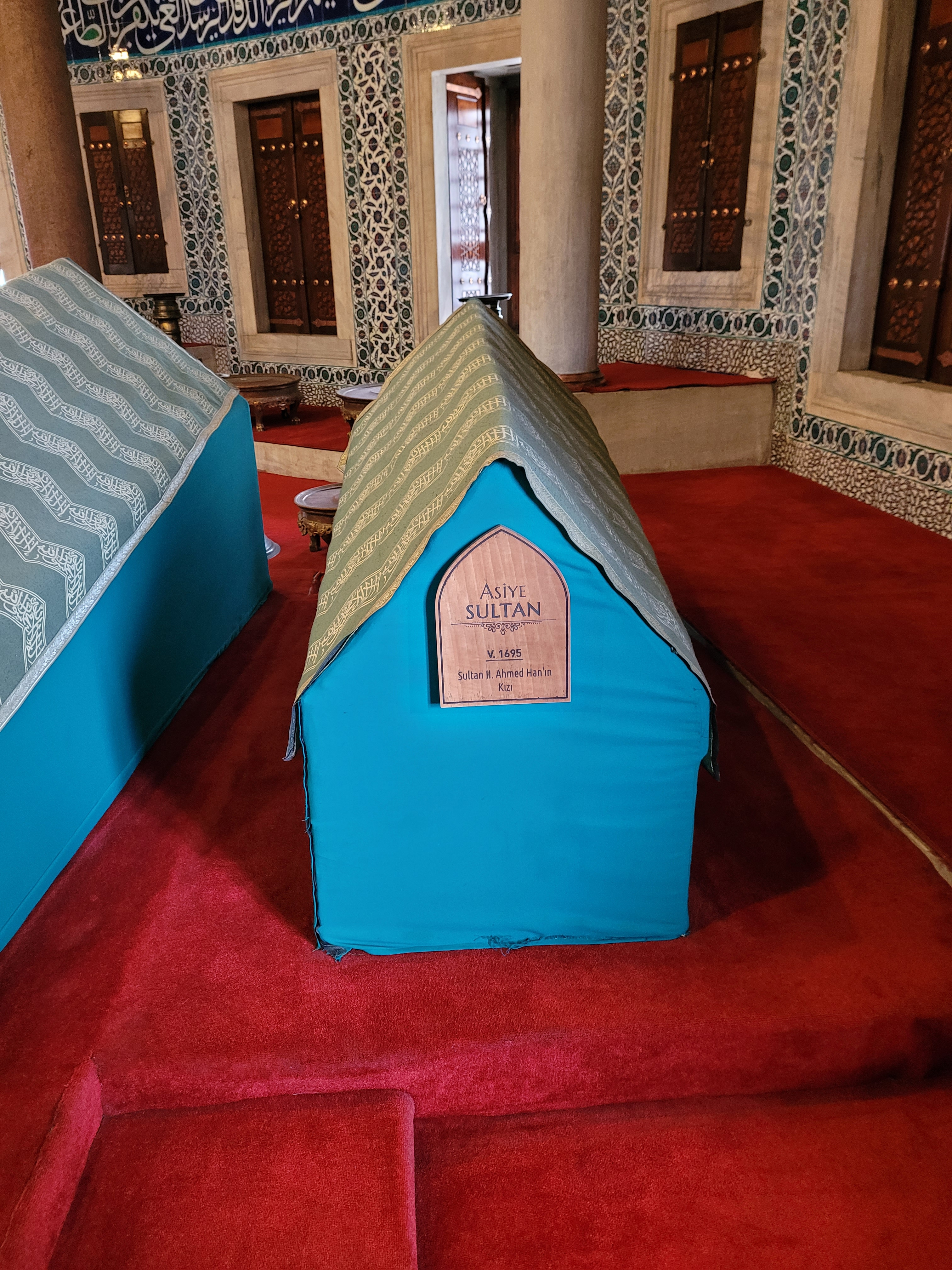
Sarcofago di Asiye Sultan, figlia di Rabia e Ahmed II

Da Ahmed II, Rabia ha avuto tre figli, due maschi gemelli e una femmina:
- Şehzade Ibrahim (6 ottobre 1692, Palazzo di Edirne, Edirne - 4 maggio 1714, kafes del Palazzo di Topkapı, Costantinopoli. Sepolto nel Mausoleo Mustafa I, Hagia Sophia). Gemello di Selim. Erede apparente dal 1703, passò quasi l'intera vita rinchiuso nel kafes dove infine morì.
- Şehzade Selim (6 ottobre 1692, Palazzo di Edirne, Edirne - 15 maggio 1693, Palazzo di Edirne, Edirne. Sepolto nel Mausoleo Mustafa I, Hagia Sophia). Gemello di Ibrahim.
- Asiye Sultan (24 agosto 1694, Palazzo di Edirne, Edirne - 9 dicembre 1695, Palazzo Vecchio, Costantinopoli. Sepolta con i genitori nella Türbe di Solimano I, Moschea di Solimano).